# 알리스 기블라셰
알리스 기블라셰(Alice Guy-Blaché, 1873년 7월 1일 ~ 1968년 3월 24일)는 프랑스의 영화 감독, 영화 각본가, 영화 각본가, 프로듀서, 배우이다. 내러티브 영화를 만든 극초기 인물들 중 한 명이며, 영화를 제작한 최초의 여성이다. 1896년에서 1906년, 전 세계 유일 여성 감독으로 추정된다.

## 작품 목록
- 양배추 요정 (1896)
- 에스메랄다 (1905)
- 통 굴리기 (1906)
- 페미니즘의 결과 (1906)
- 광부, 알지 (1912)
- 미국 시민 되기 (1912)
- 쪼개진 집 (1913)
- 물랑루즈의 그림자 (1913)
- 뱀파이어 (1915)
- 모험가 (1917)